# Епархия Питильяно-Сована-Орбетелло
Епархия Питильяно-Сована-Орбетелло (лат. Dioecesis Pitilianensis-Soanensis-Urbetelliensis, итал. Diocesi di Pitigliano-Sovana-Orbetello) епархия Римско-католической церкви, в составе митрополии Сиена-Колле-ди-Валь-д'Эльсы-Монтальчино, входящей в церковную область Тоскана. В настоящее время епархией управляет епископ Гульельмо Боргетти.
Клир епархии включает 69 священников (62 епархиальных и 7 монашествующих священников), 6 диаконов, 19 монахов, 55 монахинь.
Адрес епархии: Piazza Fortezza Orsini 4, 58017 Pitigliano [Grosseto], Italia.

## Территория
В юрисдикцию епархии входят 71 приход в коммунах Тосканы: все в провинции Гроссето.
Кафедра епископа находится в городе Питильяно в церкви Святых Петра и Павла; сокафедральный Собор Святых Петра и Павла находится в городе Сована, другой сокафедральный собор Санта Мария Ассунта находится в городе Орбетелло.

## История
Кафедра Сованы была основана в VII веке; собор в Соване был построен в X веке при епископе Раньери. В 1230 году город Орбетелло был продан епархией аббатству Тре-Фонтане в Риме. 23 апреля 1459 года епархия вошла в состав церковной провинции Сиены.
К середине XVII века в Соване проживало всего 400 человек, несмотря на все попытки улучшить демографическую ситуацию в епархии, предпринимавшиеся епископом Марчелло Червини. В 1674 году епископ Пьер Мария Бичи поселился в Питильяно, в палаццо, принадлежащем его семье. После его смерти палаццо было завещано им преемнику на кафедре, епископу Пьетро Валентини, оставшемуся жить в Питильяно. Его примеру последовали остальные преемники на кафедре Сованы. Несмотря на малочисленное население епархии, недостатка в священниках не было. Так на поместном соборе 13 мая 1689 года присутствовали 192 священника.
В 1701 году епископ Доменико Чайя восстановил епархиальную семинарию в Сканзано, которую в 1705 году перенес в Питильяно. В первой половине XVIII века при епископе Фульвио Сальви в епархии трудился Святой Павел Креста, прозванный апостолом Мареммы и основавший Конгрегацию Страстей Христовых в скиту Святого Антония на Монте-Арджентарио.
В апреле 1785 года епархии Аквапенденте были переданы приходы в Онано и Прочно, находившиеся в Папской области, в обмен на приходы в Манчано и Капальбио, принадлежавших Великому герцогству Тосканскому.
В 1836 году епископ Франческо Мария Барцеллотти основал в Питильяно Школу Морали и Догматики, обучение в которой стало обязательным для кандидатов в священники.
В 1844 году была основана кафедра Питильяно под руководством одного епископа с кафедрой Савоны.
13 мая 1853 года на территории епархии в Черрето девочке-пастушке Веронике Нуччи явилась Богоматерь. 8 мая 1857 года епископ благословил на месте явление строительство храма в честь Божией Матери.
С 1868 по 1878 год в епархии проповедовал «ясновидящий» и «пророк» Давиде Ладзаретти, первоначально остававшийся в лоне Католической Церкви, которая, рассмотрев его дело, объявила его проходимцем, склонным к мессианскому социализму. В 1871 году он отказался принести покаяние, разорвал отношения с Церковью и основал свою церковь, набравшую многочисленных сторонников в Тоскане. 18 августа 1878 года во время стихийной процессии его последователей в Арчидоссо в столкновениях с полицией погибло несколько человек, включая самого основателя секты.
В 1910 году епископ Микеле Карделла перенес семинарию в новое здание и хотел построить крест из кованого железа высотой 22 метра на вершине Монте-Амиата.
С 1924 по 1932 год епархия Сована и Питильяно была объединена с епархией Гроссето под руководством одного епископа, что привело к оппозиции со стороны духовенства и местных жителей, несмотря на обещание автономии монсеньором Густаво Маттеноти, епископом Гроссето.
8 июня 1934 года епископ Станислао Баттистелли реформировал административную структуру епархии, уменьшив число деканатов с 15 до 6.
С 1964 по 1975 год кафедра оставалась вакантной. Ей снова угрожало объединение с соседними епархиями, сначала 6 лет под руководством епископа Монтепульчано, а затем ещё 5 лет под руководством епископа Гроссето.
25 марта 1981 года епархия выкупила город Орбетелло, до того остававшийся под юрисдикцией аббатства Тре Фонтане, и изменила название на Епархию Питильяно, Сованы и Орбетелло.
30 сентября 1986 года кафедры были объединены окончательно, и новая епархия приняла своё нынешнее название Епархии Питильяно-Сованы-Орбетелло.

## Ординарии епархии
| - Маурицио (упоминается в 680); - Себастьяно (упоминается в 827); - Тразмондо (упоминается в 853); - Стефано (упоминается в 858); - Растальдо (упоминается в 861); - Раньери (963 — 967); - Джованни (1015 — 1059); - Ансельмо (упоминается в 1061); - Неизвестный по имени (упоминается в 1068); - Давиде (1083); - Бернардо (упоминается в 1088); - Монтано (упоминается в 1110); - Идито (1126 — 1133); - Ильдебрандо (упоминается в 1170); - Паолино (упоминается в 1179); - Вивиано (упоминается в 1206); - Гвальтьеро (1221 — 1260); - Теодино (1269 — 1270); - Давиде Бандини (1270) — цистерцианец; - Марко (23.12.1283 — 1293); - Ландоне (1294 — 22.4.1298) — назначен епископом Нолы; - Мональдо Мональдески (7.5.1298 — 1302) — назначен архиепископом Беневенто; - Дзампо (10.12.1302 — 1312); - Тразмондо Мональдески (1312) — доминиканец; - Аламанно Донати (22.10.1330 — 18.7.1342) — францисканец, назначен епископом Модены; - Никколо Бернарди (1342) — кармелит; - Паоло Нери Бесси (20.5.1360 — 8.12.1367) — августинец-еремит; - Никколо да Нола (17.7.1368 — 1368) — францисканец; - Роберто де Райнальдо (1369); - Пьетро Никколо Бландибелли (1380); - Антонио (19.3.1386 — 1390) — камальдолиец; - Томмазо де Мари (29.11.1390 — 1397) — назначен епископом Сан Марко Арджентано; - Валентино Ванни (1397); - Пьетро (5.6.1402 — 1467) — бенедиктинец; - Антонио дельФеде (12.8.1418 — 5.1.1434) — кармелит; - Джоаккино Суаре (20.1.1434 — 8.6.1439) — назначен епископом Канн; - Аполлонио Массаини (8.6.1439 — 1467); - Томмазо делла Теста Пикколомини (20.11.1467 — 26.10.1470) — назначен епископом Монтальчино и Пьенцы; - Андреуччо Гинуччи (1489) — назначен епископом Гроссето; - Джироламо Скотти (1489); - Альделло Пикколомини (8.10.1492 — 1510); - Альфонсо Петруччи (1.10.1510 — 27.7.1513); - Латтанцио Петруччи (27.7.1513 — 1517); - Доменико Колетта (2.12.1517 — 1520); - Раффаэлло Петруччи (6.2.1520 — 11.12.1522); - Латтанцио Петруччи (11.12.1522 — 1527) — вторично; - Эрколе Гонзага (5.7.1529 — 17.4.1532) — апостольский администратор; | - Алессандро Фарнезе (17.4.1532 — 26.4.1532) — апостольский администратор, избран Папой под именем Павла III; - Фердинандо Фарнезе (26.4.1532 — 1535); - Карваял Симончелли (26.2.1535 — 1596); - Метелло Бики (15.1.1596 — 1606); - Оттавио Сарачени (12.7.1606 — 1623); - Шпьоне Танкреди (15.1.1624 — 2.3.1637) — назначен епископом Монтальчино; - Кристофоро Толомеи (16.3.1637 — 1638); - Энеа ди Чезаре Спеннацци (20.12.1638 — 25.5.1644) — назначен епископом Ферентино; - Марчелло Червини (15.5.1645 — 23.9.1652) — назначен епископом Монтепульчано; - Джироламо Боргезе (11.12.1652 — 17.9.1668) — бенедиктинец, назначен епископом Пьенцы; - Джироламо Кори (17.6.1669 — 28.6.1672); - Пьер Мария Бики (12.6.1673 — 9.9.1673) — бенедиктинец; - Пьетро Валентини (9.4.1685 — 1687); - Доменико делла Чая (14.6.1688 — 23.1.1713) — доминиканец; - Фульвио Сальви (25.11.1713 — 23.3.1727); - Кристофоро Пальмьери (8.3.1728 — 26.3.1739); - Антонио Веньи (16.11.1739 — 15.8.1744); - Никколо Бьянккини (28.11.1746 — 22.5.1750) — босой кармелит; - Сегерио Феличе Сегьери (19.7.1751 — 3.8.1759); - Sede vacante (1759 — 1762); - Тиберио Боргезе (29.3.1762 — 1.6.1772); - Грегорио Алессандри (14.6.1773 — 20.5.1776) — назначен епископом Кортоны; - Франческо Пио Санти (16.9.1776 — 11.8.1799); - Sede vacante (1799 — 1802); - Филиппо Гиги (20.9.1802 — 10.1.1830); - Джакомо Беллуччи (19.9.1831 — 1.11.1831) — избранный епископ; - Франческо Барцеллотти (2.7.1832 — 15.8.1861); - Sede vacante (1861 — 1871); - Антонио Збролли (27.10.1871 — 27.7.1885); - Джулио Маттеоли (11.2.1889 — 22.6.1896) — назначен епископом Пеши; - Микеле Карделла (30.11.1896 — 6.2.1916) — пассионист; - Риккардо Карлези (8.7.1916 — 23.5.1923) — назначен епископом Картоны; - Густаво Маттеони (29.4.1924 — 3.3.1932) — назначен архиепископом-коадъютором Сиены; - Сатислао Амилькаре Баттистелли (24.6.1932 — 14.2.1952) — пассионист, назначен епископом Терамо и Атри; - Пачифики Джулио Ванни (10.5.1952 — 13.7.1963) — францисканец; - Луиджи Пирелли (14.8.1963 — 14.8.1964); - Sede vacante (1964 — 1975); - Джованни Д'Aшенци (7.10.1975 — 11.4.1983) — назначен епископом Ареццо, Кортоны и Сансеполькро; - Эудженио Бинини (3.12.1983 — 20.7.1991) — назначен епископом Масса-Каррары-Потремоли; - Джакомо Бабини (7.12.1991 — 13.7.1996) — назначен епископом Гроссето; - Марио Меини (13.7.1996 — 13.2.2010) — назначен епископом Фьезоле; - Гульельмо Боргетти (с 25 июня 2010 года — по настоящее время). |  |

## Статистика
На конец 2004 года из 71 536 человек, проживающих на территории епархии, католиками являлись 71 000 человек, что соответствует 99,3% от общего числа населения епархии.
| год  | население | население | население | священники | священники        | священники         | священники                           | постоянные диаконы | монахи  | монахи  | приходы |
| год  | католики  | всего     | %         | всего      | белое духовенство | черное духовенство | число католиков на одного священника | постоянные диаконы | мужчины | женщины | приходы |
| ---- | --------- | --------- | --------- | ---------- | ----------------- | ------------------ | ------------------------------------ | ------------------ | ------- | ------- | ------- |
| 1950 | 58.500    | 60.000    | 97,5      | 78         | 70                | 8                  | 750                                  |                    | 10      | 50      | 50      |
| 1970 | 68.830    | 68.854    | 100,0     | 60         | 60                |                    | 1.147                                |                    |         |         | 61      |
| 1980 | 75.000    | 75.361    | 99,5      | 84         | 64                | 20                 | 892                                  |                    | 20      | 89      | 76      |
| 1990 | 75.601    | 75.855    | 99,7      | 86         | 68                | 18                 | 879                                  | 1                  | 18      | 89      | 71      |
| 1999 | 71.480    | 71.536    | 99,9      | 70         | 63                | 7                  | 1.021                                | 4                  | 14      | 56      | 71      |
| 2000 | 71.000    | 71.536    | 99,3      | 69         | 63                | 6                  | 1.028                                | 4                  | 6       | 58      | 71      |
| 2001 | 71.000    | 71.536    | 99,3      | 70         | 63                | 7                  | 1.014                                | 4                  | 16      | 58      | 71      |
| 2002 | 71.000    | 71.536    | 99,3      | 67         | 60                | 7                  | 1.059                                | 4                  | 17      | 56      | 71      |
| 2003 | 71.000    | 71.536    | 99,3      | 69         | 62                | 7                  | 1.028                                | 5                  | 11      | 52      | 71      |
| 2004 | 71.000    | 71.536    | 99,3      | 69         | 62                | 7                  | 1.028                                | 6                  | 19      | 55      | 71      |